# Иванов, Леонид Леонтьевич
Леони́д Лео́нтьевич Иванов (16 ноября 1875, Волочиск, Волынская губерния — 26 декабря 1940, Рим) — русский военно-морской деятель, контр-адмирал, участник китайской кампании 1900—1901, русско-японской и Первой мировой войн, Гражданской войны в России.

## Биография
Родился 16 ноября 1875 года в Волынской губернии.
В военной службе с 1892 года. Окончил Морской кадетский корпус 11 сентября 1895 года. Окончил Артиллерийский офицерский класс. Зачислен в артиллерийские офицеры 1-го разряда (1904).
С 1909 года командир миноносца «Сметливый», с 1910 года — эскадренного миноносца «Мощный», с 1911 — эскадренного миноносца «Эмир Бухарский».
Капитан 1-го ранга с 1914 года. С 7 июля 1914 года начальник 4-го, а с 1915 года — 6-го дивизиона эскадренных миноносцев Балтийского флота.
С 17 августа 1915 года — командир линейного корабля «Севастополь».
С 1917 года — командир бригады крейсеров Черноморского флота. Контр-адмирал (1917).
Во время Гражданской войны — в белых войсках Северного фронта (1918—1920).
В эмиграции в Италии. Умер в Риме, похоронен на кладбище Тестаччо.

## Награды
Награждён российскими орденами:
- Св. Станислава 3-й степени с мечами и бантом (14.03.1904 — за проявленное особое мужество и воинскую доблесть и в воздаяние отличной храбрости во время отражения внезапной минной атаки на эскадру Тихаго океана 26-го и в бою 27-го января с японским флотом).
- Св. Станислава 2-й степени с мечами (18.06.1907).
- Св. Владимира 4-й степени с бантом (22.09.1912).
- Св. Анны 2-й степени (06.12.1912).
- Мечи к ордену Св. Анны 2-й степени (01.06.1915).
- Мечи к ордену Св. Владимира 4-й степени с бантом (10.02.1916).
- Св. Владимира 3-й степени с мечами (16.01.1917).

Также награждён иностранными орденами:
- Турецкий орден Меджидие 3 степени (1910).
- Шведский орден Вазы командорский крест 2-го класса (1912).